# 斯提夫·埃朗斯
斯提夫·埃朗斯（Steve Irons，1958年9月1日—）是一位澳洲政治人物，他的黨籍是澳洲自由黨。自2007年至2022年，他是斯旺選區選出的澳大利亞眾議院的議員。